# スパイバー
Spiber（スパイバー）は、山形県鶴岡市に本社を置く、世界初の人工合成による構造タンパク質素材「Brewed Protein™️（ブリュード・プロテイン™️）」の量産化に成功したことで有名な企業である。この素材は、言わば人工のクモ（spider）の糸であり、それをfiber（繊維）とかけた社名としている。

## 概要
慶應義塾大学先端生命科学研究所（山形県鶴岡市）で研究していた関山和秀が、強靱かつ柔軟な「クモの糸」に代表される構造タンパク質素材を現代技術によって人工的に合成・生産し、製品化・量産化をすることを目的に設立した。
2013年11月28日、共同で開発にあたっている小島プレス工業と共に建設してきた試作品の工場が稼働を開始した。

## Xpiber
2014年9月26日、小島プレス工業との開発、生産を進める共同出資会社である「Xpiber（エクスパイバー）」を資本金4億5000万円で設立した。
同社は2014年9月、前年11月に稼働した試作品の生産工場の隣接地に「本社研究棟」を着工。2015年5月22日には、竣工した本社研究棟が稼働を開始した。

## 沿革
- 2007年9月26日：慶應義塾大学湘南藤沢キャンパス（SFC）出身の関山和秀らが神奈川県藤沢市に設立。
- 2008年6月：慶應義塾大学先端生命科学研究所のある山形県鶴岡市に移転。
- 2012年8月2日：第11回山形県科学技術奨励賞を受賞。
- 2013年
  - 5月24日：世界初の合成クモ糸繊維「QMONOS」の量産化に成功したと発表[16][17]。「QMONOS」は「蜘蛛の巣」に由来する[18]。
  - 11月28日：試作研究施設工場（PROTOTYPING STUDIO）が稼働を開始。
- 2014年
  - 5月22日：エクスパイバー本社研究棟が稼働を開始。
  - 9月：科学技術振興機構による「大学発ベンチャー表彰」の特別賞を受賞[19]。
  - 9月26日：小島プレス工業株式会社との共同出資で、QMONOS量産工場の運営会社であるXpiberを設立。
  - 10月：内閣府による「革新的研究開発推進プログラム（ImPACT）」の承認プログラムである「超高機能構造タンパク質による素材産業革命」においてコア研究組織として指名選定。
- 2015年
  - 1月：経済産業省による日本ベンチャー大賞の「地域経済活性化賞（審査委員会特別賞）」を受賞[20]
  - 3月：資本金を25億3,458万円に増資。
  - 4月：スパイバー株式会社からSpiber株式会社に社名変更。
  - 9月30日：ゴールドウインと事業提携契約の締結したうえで30億円の出資を受け入れる[21][22]。
  - 10月8日：上述の提携契約締結に基づく第一弾の製品となる「ムーンパーカ」のプロトタイプを発表[23][24]。
- 2024年1月25日：兼松との協業開始と同社を引受先とする第三者割当増資を発表[25]。

## テレビ番組
- 日経スペシャル カンブリア宮殿 10年で世の中は変えられる！ 素材に革命を起こす若きサムライたち（2016年8月4日、テレビ東京）[26]